# Берге (Пригниц)
Берге (нем. Berge) — община в Германии, в земле Бранденбург.
Входит в состав района Пригниц. Подчиняется управлению Путлиц-Берге. Население составляет 793 человека (на 31 декабря 2010 года). Занимает площадь 26,44 км².
Коммуна подразделяется на 4 сельских округа.
| Год  | Население |
| ---- | --------- |
| 2005 | 917       |
| 2010 | 807       |